# Star Crime
Star Crime (раније Fox Crime) јесте специјализован телевизијски канал, који приказује кримналистичке серије.
Део је одсека за међународне операције компаније Disney, а емитује у неким европским и азијским државама, као што су Италија, Шпанија, Португалија, Русија, Јапан.
Балканске државе у којима емитује су Србија, Црна Гора, Хрватска, Босна и Херцеговина, Словенија, Северна Македонија и Албанија.

### Програм
- Адвокатура
- Аеродром
- Алијас
- Анђелине очи
- Бекство из затвора
- Болни пропусти
- Боунс
- Бостонски адвокати
- Братство
- Бројеви
- Чувар
- Декстер
- Детектив на Флориди
- Дијагноза: Убиство
- Дистрикт
- Дојлова република
- Дужност
- Џордан
- Фрикови
- Хопе Спрингс
- Идилични град
- Игра судбине
- Инспектор Монталбано
- Инспектор Колијандро
- Ишчезла
- Имитатор
- Касл
- Кинг
- Краљеви бекства
- Криминалистичка истрага: Париз
- Лас Вегас
- Лавиринт злочина
- Медијум
- Метлок
- Млади Монталбано
- Монк
- Нечујно
- Непоуздани агенти
- Непогрешиви инстинкт
- Нестали
- Њујоршки плавци
- Ноћни вребач
- Нова управа
- Нови Амстердам
- Нови Стари Случајеви
- Одељење
- Одред за борбу против мафије
- Окружен мртвима
- Ово није мој живот
- Париски форензичари
- Под паљбом
- Полицајци из Детроита
- Преваранти
- Приче из подземља
- Пут освете
- Путник
- Рат подземља
- Ред и закон: Злочиначке намере
- Реџенесис
- Римски форензичари
- Шарк
- Шерлок
- Сепаре
- Случајни партнери
- Смрт у рају
- Сопрано
- Сврха убијања
- Тело као доказ
- Транспортер
- Тринаести апостол
- Трбосекова улица
- Убилачки нагон
- Убиство, написала је
- Убиство са погледом
- Убрзана истрага
- Заштитница сведока
- Женски клан
- Злочин
- Злочиначки умови
- Четири жене и сахрана